# Papa Leone XII
Papa Leone XII, nato Annibale Francesco Clemente Melchiorre Girolamo Nicola della Genga (in latino: Leo PP. XII; Genga, 2 agosto 1760 – Roma, 10 febbraio 1829), è stato il 252º vescovo di Roma e papa della Chiesa cattolica dal 1823 alla sua morte.

## Biografia

### Infanzia
Nato dal conte Ilario della Genga, appartenente alla famiglia dei feudatari (Conti della Genga) dell'omonimo borgo marchigiano (all'epoca in provincia di Macerata, poi dal 1860 ricompreso nella provincia di Ancona), e di sua moglie la contessa Maria Luisa Periberti di Fabriano, Annibale era il sesto di dieci figli. La notizia che tra i suoi antenati ci fosse il famoso artista Gerolamo Genga è destituita di ogni fondamento mancando di fonti documentarie.

### Educazione e ordinazione

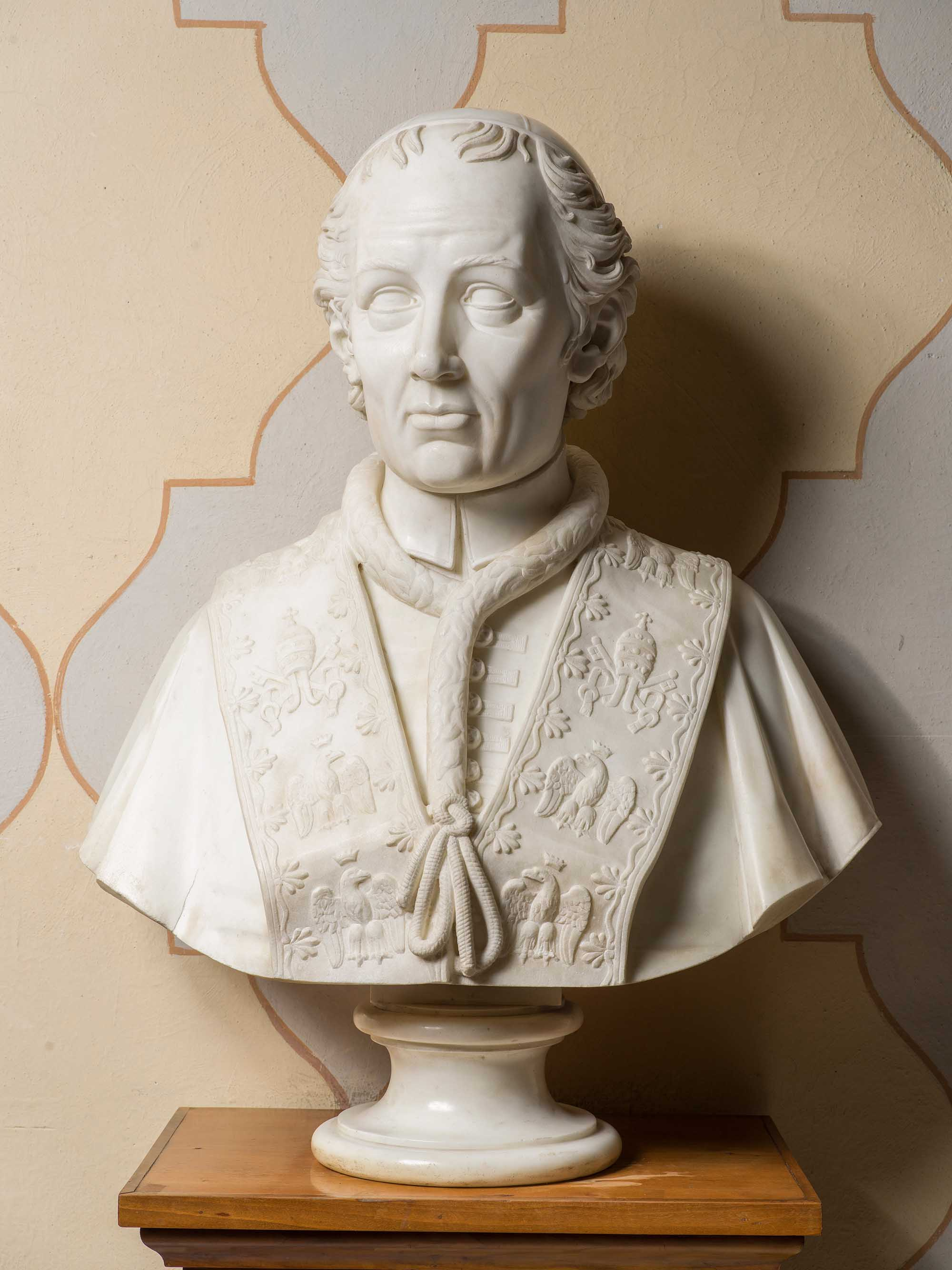
Busto di Leone XII conservato presso Palazzo Campana (Osimo), dove studiò

Della Genga studiò teologia al Collegio Campana in Osimo dal 1773 al 1778 e, in seguito, al Collegio Piceno a Roma fino al 1783, quando cominciò i suoi studi all'Accademia dei Nobili Ecclesiastici. In seguito ricevette il suddiaconato nel 1782 e fu ordinato presbitero il 14 giugno 1783.

### Nunzio apostolico ed episcopato
Nel 1790 si fece notare per un brillante sermone da lui pronunciato in commemorazione dell'imperatore Giuseppe II. Nel 1792 papa Pio VI lo nominò suo segretario particolare e successivamente, nel 1793 fu eletto arcivescovo titolare di Tiro e nel 1794 fu nominato canonico della Basilica di San Pietro. Fu consacrato nella cattedrale di Frascati dal cardinale Stuart e fu inviato a Lucerna in qualità di nunzio apostolico. Nello stesso anno fu trasferito alla nunziatura di Colonia, in seguito allo scoppio della guerra della prima coalizione, spostò la sua residenza ad Augusta.
Nei 12 anni trascorsi in Germania fu incaricato di svolgere delicate ed importanti missioni diplomatiche presso le corti di Dresda, Vienna, Monaco e Württemberg, nonché presso Napoleone Bonaparte. In Germania, avrebbe avuto tre figli illegittimi.
In questo periodo andò incontro a ristrettezze economiche. In seguito allo scioglimento dello Stato della Chiesa (1798), egli fu considerato dai francesi alla stregua di un prigioniero di stato, e trascorse alcuni anni nell'abbazia di Monticelli, non lontano da Genga.

### Cardinalato
Nel 1814 della Genga viene scelto come latore delle congratulazioni di papa Pio VII a Luigi XVIII di Francia dopo la sua restaurazione e, nello stesso anno, fu inviato alla Conferenza di pace di Parigi quando Ercole Consalvi era ancora in esilio.
Viene creato cardinale nel concistoro dell'8 marzo 1816 con il titolo presbiteriale di Santa Maria in Trastevere e ha ricevuto il suo zucchetto rosso l'11 marzo e la sua chiesa titolare il 29 aprile 1816. In seguito fu nominato arciprete della Basilica di Santa Maria Maggiore, e reso titolare della diocesi di Senigallia, carica da cui si dimise nel settembre 1816 per motivi di salute, senza mai essere entrato nella sua diocesi, ma, il 9 maggio 1820, riceve, da papa Pio VII, l'ambita funzione di vicario generale di sua santità per la diocesi di Roma.

## Pontificato
Nel conclave del 1823 l'appoggio dalla fazione degli zelanti gli consentì di essere eletto (28 settembre) nonostante la decisa opposizione della Francia. Pare che la sua elezione sia stata facilitata dal fatto che si pensava avesse ormai poco da vivere; tuttavia, nonostante l'età e le precarie condizioni di salute, il suo pontificato durò 5 anni.

### Politica estera ed economica

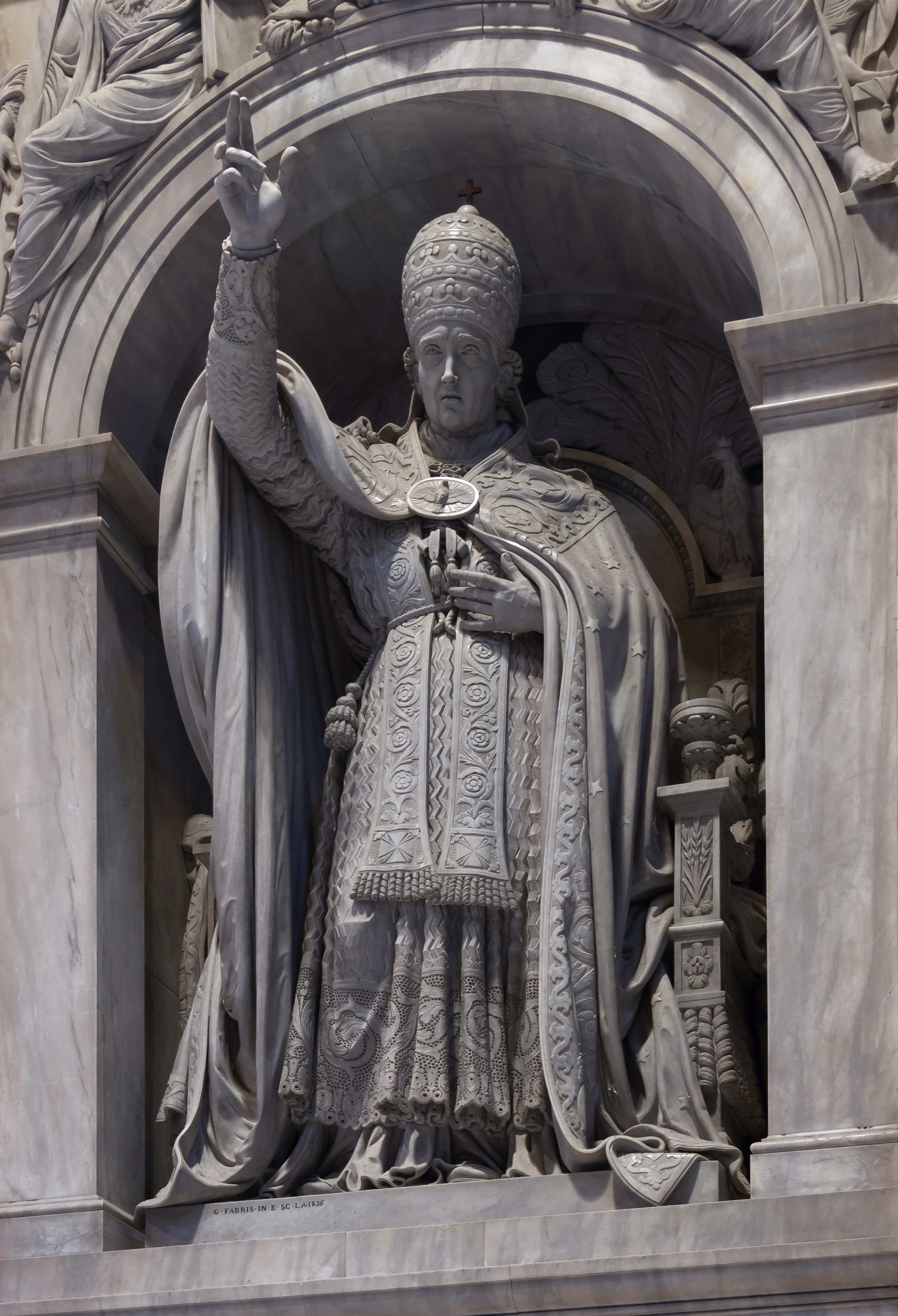
Monumento a papa Leone XII nella Basilica di San Pietro in Vaticano

Leone XII delegò la condotta della politica estera al cardinale segretario di Stato Giulio Maria della Somaglia e successivamente al più accorto Tommaso Bernetti, i quali riuscirono a stipulare diversi accordi e trattati particolarmente favorevoli allo Stato della Chiesa e al papato stesso. Leone era una persona fondamentalmente frugale e questa sua indole si rifletté nella sua amministrazione, che riuscì a fare economie nella gestione della giustizia, a ridurre le imposte ed anche a reperire le risorse per l'esecuzione di alcuni importanti lavori pubblici. Si impegnò alla riforma dell'amministrazione dello Stato pontificio, portando a termine la riforma tributaria. Stabilì che tutti i parroci dovessero percepire la stessa congrua. Nonostante l'importanza e l'originalità delle suddette iniziative, è indubbio che l'avvenimento più conosciuto e arduo del suo pontificato fu il grande Giubileo del 1825. 
Nonostante tutto ciò alla fine del suo pontificato la situazione delle finanze risultò essere peggiore rispetto a quella iniziale e il Giubileo stesso non contribuì a migliorare le cose.

### Il Giubileo del 1825

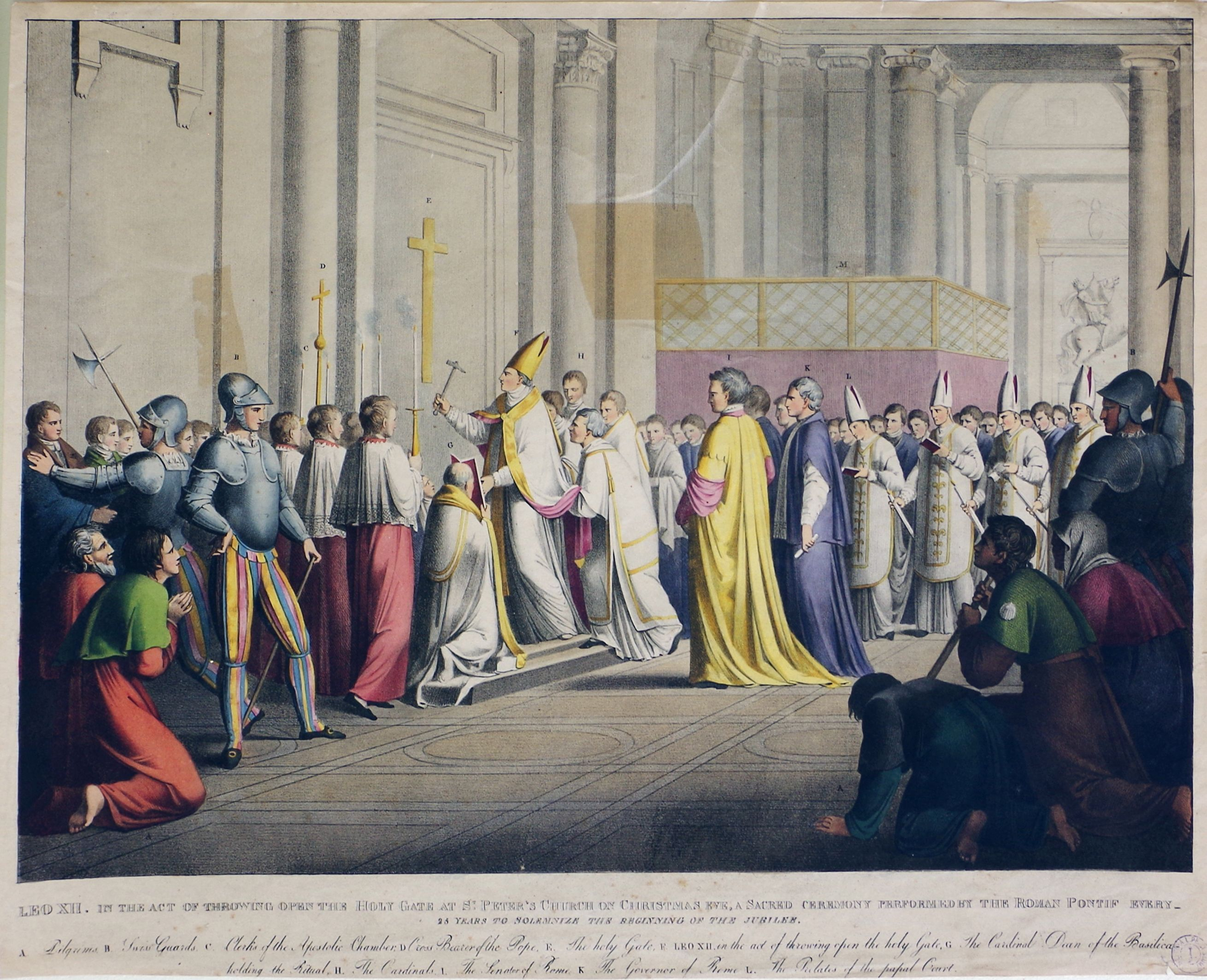
Leone XII apre la porta santa della basilica di San Pietro in Vaticano in occasione del giubileo del 1825, stampa d'epoca

Evento centrale del pontificato di Leone XII fu la celebrazione del giubileo nel 1825, l’unico regolarmente celebrato in tutto l’Ottocento. Infatti, nel 1800 non fu possibile celebrarlo perché Roma fino a pochi mesi prima era occupata dalle truppe francesi. Anche successivamente non fu rispettata la ricorrenza: nel 1850 saltò a causa della Repubblica romana del 1849 e nel 1875 Pio IX fu costretto a celebrare il giubileo all’interno del Vaticano a motivo della presa di Roma del 1870.
L’indizione del giubileo da parte di Leone XII rappresentò una coraggiosa presa di posizione personale del papa, una vera e propria sfida per vedere come avrebbe risposto il mondo cattolico all’invito della Chiesa, in un contesto culturale e spirituale in profonda trasformazione.
Molti si opponevano all’indizione del giubileo. In particolare, i sovrani europei, anche cattolici, erano preoccupati che il prevedibile grande movimento di pellegrini potesse favorire la circolazione di idee e di agenti rivoluzionari, pericolosi per l’ordine pubblico. Anche all’interno della curia romana si accese la “battaglia del giubileo”, tra la ferma intenzione del pontefice e le concrete preoccupazioni di molti alti prelati. Ai timori per la sicurezza, motivati anche dai recenti moti del 1820-1821 e dal brigantaggio che infestava le campagne intorno a Roma, si aggiungevano preoccupazioni di ordine economico, per il grande impegno finanziario richiesto dall’accoglienza dei fedeli. Impegno che le casse dello Stato pontificio, esauste per le vicende napoleoniche, avrebbero faticato a sostenere. Alla fine, la determinazione del pontefice Leone XII superò ogni obiezione:
«Noi abbiamo pubblicato il Giubileo, e il Giubileo s’aprirà… Ora la sagra tromba ha squillato: le nazioni cristiane sono convocate: noi faremo il nostro dovere, né temeremo alcun pericolo… Si dirà quel che si dirà: si ha da fare il Giubileo»
Leone XII con la Bolla Quod hoc ineunte saeculo invitava i credenti a venire a Roma, definita una Santa Gerusalemme, per ottenere l’indulgenza plenaria, cioè il perdono totale dei propri peccati.
L’anno santo iniziò ufficialmente la Vigilia di Natale, il 24 dicembre 1824, con il rito di apertura da parte del papa della porta santa nella basilica di San Pietro, in Vaticano. Contemporaneamente, tre cardinali legati (Giulio Maria Della Somaglia, Benedetto Naro e Bartolomeo Pacca) aprivano le porte sante delle altre basiliche patriarcali: San Giovanni in Laterano, Santa Maria Maggiore e San Paolo fuori le mura, che inagibile per l’incendio del 1823 è sostituita da Santa Maria in Trastevere. Il perdono giubilare veniva ottenuto visitando le quattro basiliche, trenta volte i romani, quindici volte i forestieri.

Della solenne cerimonia d’apertura abbiamo una descrizione che, nel suo genere, è unica, provenendo dalla penna di una principessa reale, Maria Cristina, figlia di Vittorio Emanuele I re di Sardegna e futura regina delle Due Sicilie, che è onorata dalla Chiesa col titolo di beata. Essa assisté alla funzione con la madre Maria Teresa e la sorella, descrivendo la cerimonia con ricchezza di dettagli.

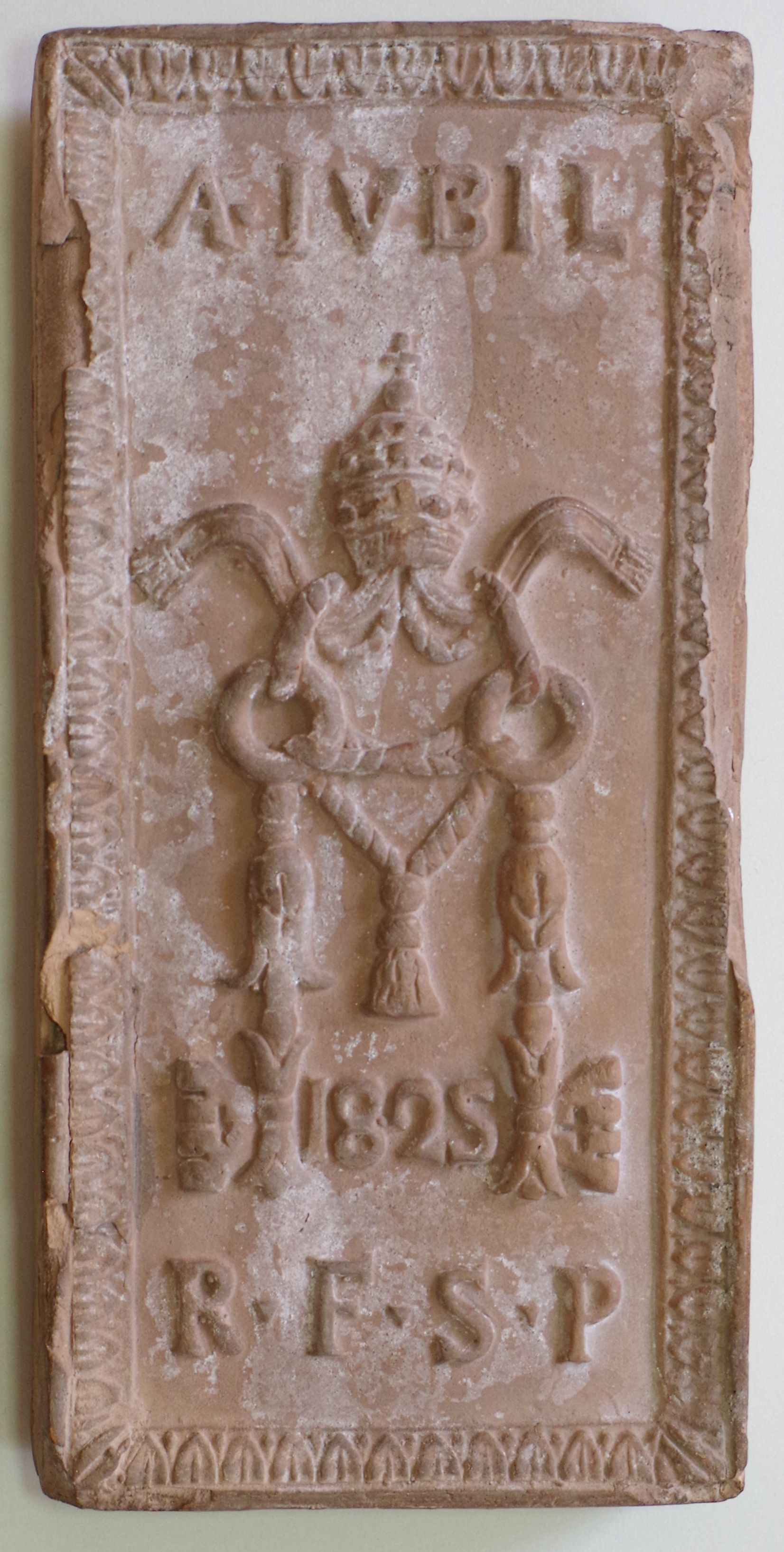
Mattone in terracotta per la chiusura della porta santa del giubileo del 1825

Il giubileo del 1825 fu attentamente preparato sul piano spirituale dal papa che volle curare personalmente l’organizzazione dell’evento. L’anno santo vero e proprio fu preceduto da missioni, tenute da religiosi predicatori nell’agosto del 1824 nelle principali piazze di Roma con grande afflusso del popolo, e da provvedimenti che regolavano le cerimonie e l’impatto sociale dell’evento. Vennero proibiti gli spettacoli teatrali, i balli, e limitati gli orari delle osterie mentre si provvedeva a restaurare le chiese e ad attrezzare gli ospizi per accogliere i pellegrini. Le confraternite romane, in particolare l’Arciconfraternita della Trinità dei Pellegrini, si adoperarono per assistere i forestieri che arrivavano a Roma, procurando vitto e alloggio ed elargendo elemosine ai bisognosi. Sull’esempio di Leone XII, che appena eletto aveva voluto ripristinare il pranzo offerto ai pellegrini poveri e servito dal pontefice in prima persona vestito con il grembiule, tutta la società romana fu coinvolta nell’accoglienza dei forestieri organizzata dalle confraternite, anche le dame dell’aristocrazia, in una gara di carità che rasentava l’ostentazione.
Nel suo diario Massimo d’Azeglio, noto patriota, letterato e artista, piemontese di nascita, ma residente per lunghi periodi a Roma, ci testimonia del clima severo imposto alla città dalle celebrazioni giubilari:
«uno dei primi pensieri di Papa Leone era stato di pubblicare il gran giubileo universale per l'anno ‘25; la qualcosa significava Roma trasformata per dodici mesi in un grande stabilimento di esercizi spirituali. Non teatri, non feste, non balli, non ricevimenti, neppure in piazza i burattini; ed invece prediche, missioni, processioni, funzioni, ecc.».
Alcune misure furono dirette a migliorare l’amministrazione della città e dello Stato. Esse riguardavano, tra l’altro, la riforma delle parrocchie, la lotta al brigantaggio, la semplificazione delle procedure giudiziarie. Ma anche il blocco dei canoni di affitto e degli sfratti, lo sviluppo edilizio, l’abbigliamento delle donne e il consumo di alcolici. Lo sforzo di buon governo prese l’avvio con la Visita Apostolica, una ricognizione dello stato delle chiese e degli ospedali per focalizzare le criticità, studiare le soluzioni, pianificare il recupero. Il giubileo diventò così una occasione di conoscenza e intervento, rappresentativo delle aspirazioni di riforma dell’intero pontificato di Leone XII.
Il giubileo del 1825 avrebbe dovuto rappresentare nelle intenzioni di Leone XII una ideale riconciliazione collettiva dopo le vicende napoleoniche. In realtà all’appello del pontefice rispose un concorso limitato di adesioni, in linea con la tendenza di decrescita avviata già nel secolo precedente, segno di un declino nel lungo periodo. Inoltre, dalle analisi storiche emerge come l’afflusso preponderante dei pellegrini provenisse per lo più dalla penisola italiana, coinvolgendo in misura irrisoria il resto dell’Europa e del mondo. Ciononostante, la celebrazione del giubileo nel 1825 segnò un importante momento di continuità nella millenaria tradizione della Chiesa, riconfermata poi nel giubileo del 1900, quando Leone XIII nella bolla di indizione si richiamerà proprio a quello precedente, celebrato 75 anni prima da Leone XII.

### Politica interna

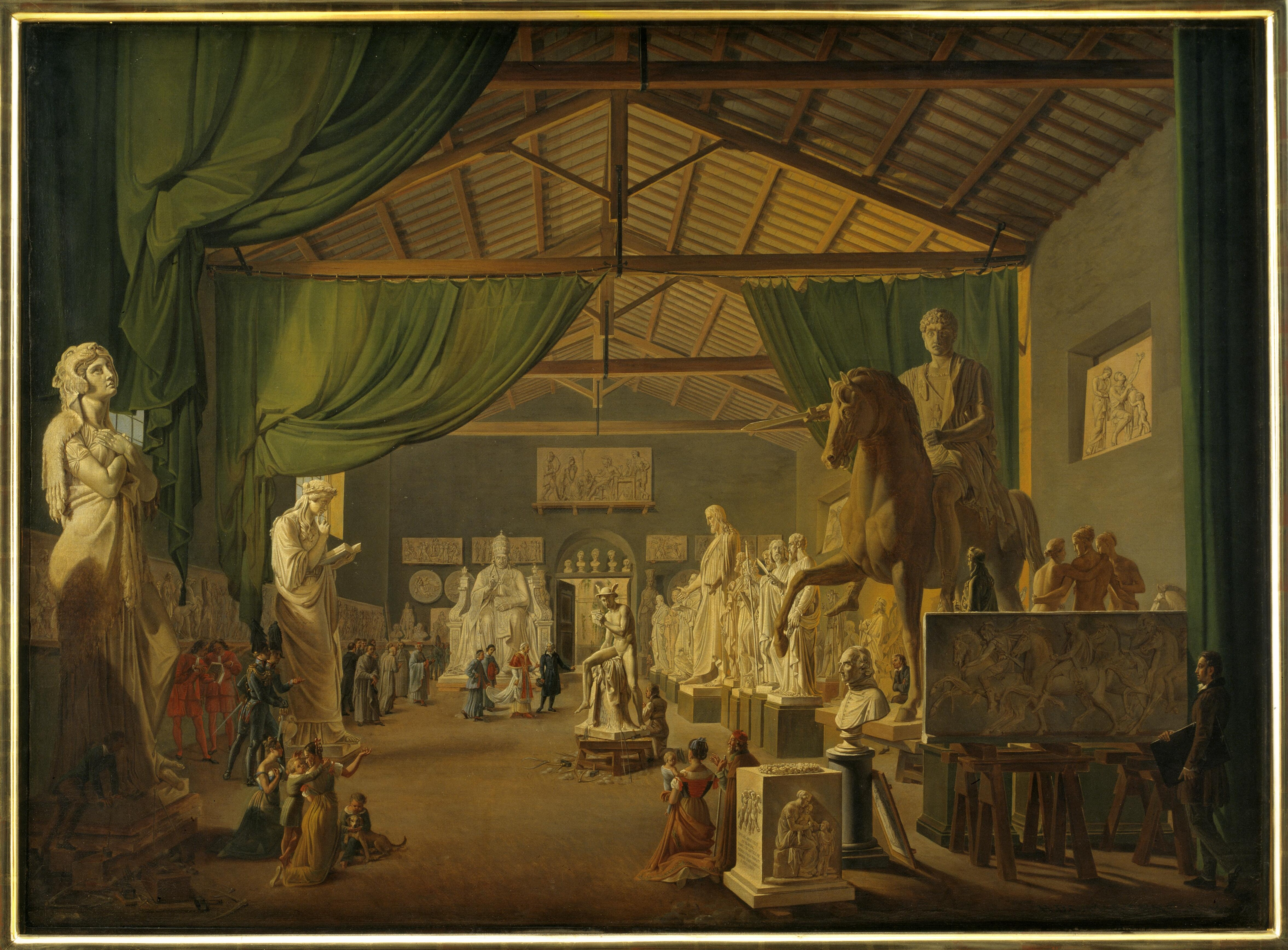
Leone XII visita le officine di Bertel Thorvaldsen in Piazza Barberini, il 18 ottobre 1826

Leone XII si distinse per la durezza con cui affrontò la società segreta della Carboneria. Durante il giubileo del 1825 furono ghigliottinati pubblicamente, in Piazza del Popolo a Roma, i due carbonari Angelo Targhini e Leonida Montanari. Il cardinale legato Agostino Rivarola, investito di poteri straordinari, venne mandato a Ravenna per reprimere i carbonari.
Proibì le società bibliche, di stampo protestante e finanziate spesso dalla massoneria e, fortemente influenzato dai gesuiti, riorganizzò tutto il sistema scolastico.
Pubblicò il codice Reformatio Tribunalium. Riordinò le Università del suo Stato con la bolla Quod divina sapientia, dell'agosto 1824, suddividendole in due classi: alla prima assegnò quelle di Roma e Bologna, con trentotto cattedre; alla seconda quelle di Ferrara, Perugia, Camerino, Macerata e Fermo, con diciassette cattedre. Istituì, nello stesso tempo, la Congregazione degli Studi, allo scopo di controllare l'operato delle Università stesse. Venne dato maggiore spazio all'istruzione scientifica ad esempio con l'istituzione della laurea in farmacia. Volle rivedere anche il cosiddetto "indice dei libri proibiti" e permise la libera circolazione delle opere di Galileo Galilei. Definì anche un progetto di riforma delle parrocchie romane, sopprimendone 17 e creandone 9.

### Controversia sulla vaccinazione

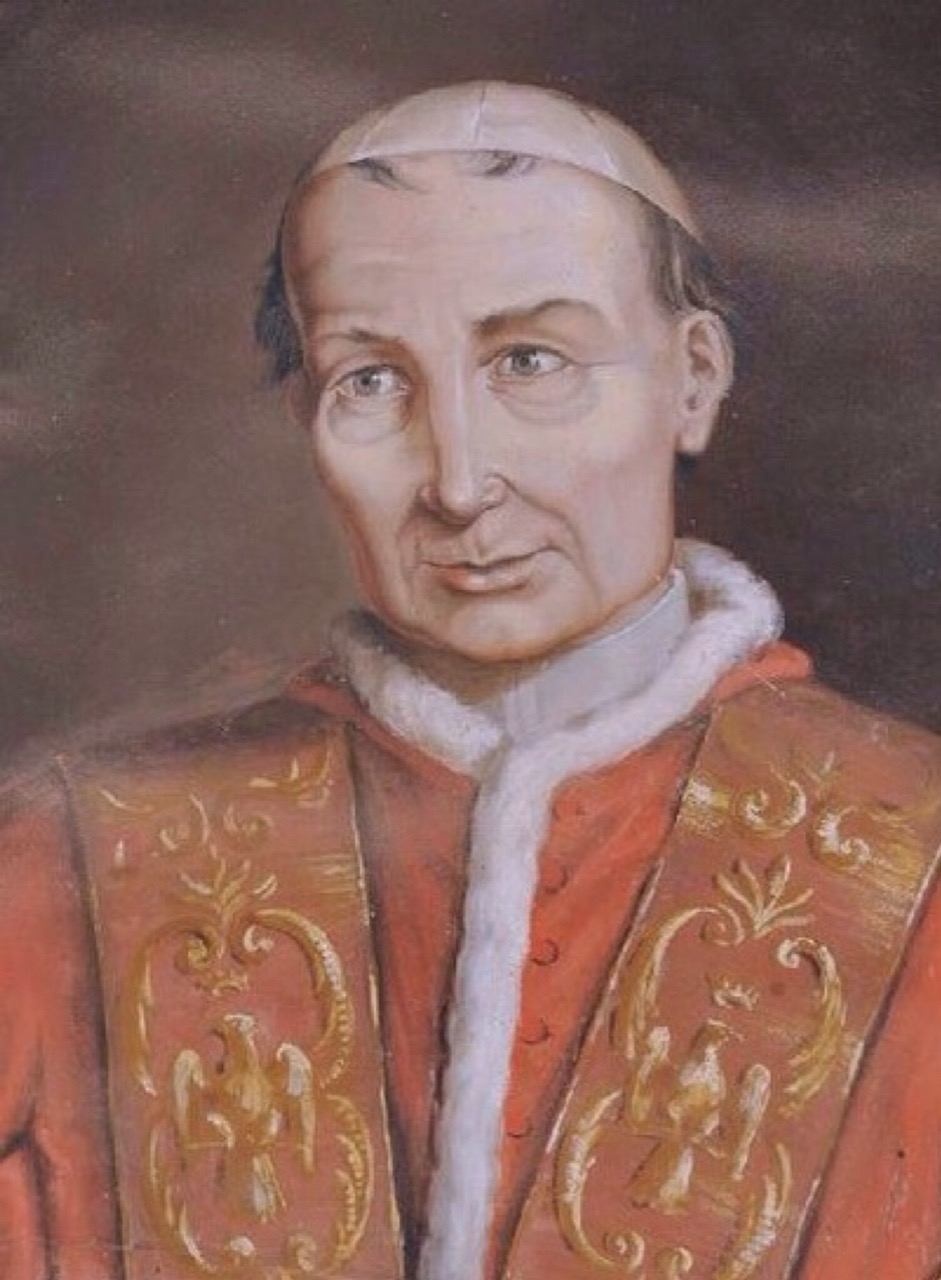
Ritratto di Leone XII dipinto di artista sconosciuto, 1825

Vari testi attribuiscono a Leone XII il divieto di vaccinazione contro il vaiolo. In particolare Benedetto Croce scrisse che "il papa che similmente abolì codici e tribunali istituiti dai francesi volle tornare agli ordini del vecchio tempo, e rinchiuse daccapo i giudei nei ghetti e li astrinse ad assistere a pratiche di una religione che non era la loro, e perfino proibì l’innesto del vaiuolo che mischiava le linfe delle bestie con quelle degli uomini: vani sforzi che poi cedettero dal più al meno alle necessità dei tempi".
Secondo Donald J. Keefe nessun documento ufficiale riporta tali affermazioni.
Da testi dell'epoca risulta che papa Leone si limitò a togliere nel 1824 l'obbligatorietà della vaccinazione (invisa a larghi strati della popolazione per la sua supposta pericolosità, sebbene fosse stata resa obbligatoria, dopo due anni dallo scoppio di un'epidemia di vaiolo, nello Stato Pontificio il 20 giugno 1822 dal conte Monaldo Leopardi, gonfaloniere e padre di Giacomo Leopardi), pur mantenendone l'obbligo della gratuità di somministrazione:
(Leone XII, Circolare legatizia 15 settembre 1824)
Secondo il medico Giacomo Tommasini questo portò la popolazione, specie nelle campagne, a trascurare la vaccinazione nonostante che la Commissione Provinciale di Sanità mettesse a disposizione il vaccino a chi ne avesse fatto richiesta e nonostante l'impegno degli stessi medici. Così una successiva epidemia, avvenuta nel 1828, solamente nella città di Bologna, causò 553 morti, e una terza epidemia si abbatté nel 1835.
È importante notare che l'antivaiolosa all'epoca non era obbligatoria in molti stati europei, compreso il Regno di Sardegna (poi Regno d'Italia), in cui divenne obbligatoria solo nel 1859. A titolo comparativo l'Inghilterra offrì gratuitamente la vaccinazione nel 1840 e la rese obbligatoria nel 1853.
Da notare che Leone XII nel 1824 insignì dell'ordine equestre dello Sperone d'oro Luigi Sacco come ringraziamento per l'invio di 108 copie del suo libro sulla vaccinazione che furono distribuiti negli uffici di sanità dello Stato Pontificio. Questo fatto fu scoperto da A.P. Gaeta in un carteggio inedito da lui rinvenuto nell'Archivio Segreto Vaticano. Commentando questa scoperta Maria Luisa Righini Bonelli rileva che "non sembra quindi attendibile quanto alcuno volle affermare, e cioè che Leone XII si sarebbe mostrato contrario a ciò che aveva fatto Pio VII e specialmente il cardinal Consalvi, promotore dell'editto emanato nel 1822 a favore della vaccinazione" .
La questione è stata definitivamente chiarita da Bercé e Otteni che con un'ampia e documentata trattazione hanno dimostrato come non si sia trattato di un divieto bensì di rendere facoltativa la vaccinazione che aveva incontrato forti opposizioni nella popolazione. È pure attestata con certezza l'esistenza di voci presso i contemporanei circa questo supposto, ma falso, obbligo, riportata dalla stessa circolare del Tommasini e dalla poesia del Belli Er linnesto.

## Concistori per la creazione di nuovi cardinali
Papa Leone XII durante il suo pontificato ha creato 25 cardinali nel corso di 8 distinti concistori.

## Genealogia episcopale e successione apostolica
La genealogia episcopale è:
- Cardinale Scipione Rebiba
- Cardinale Giulio Antonio Santori
- Cardinale Girolamo Bernerio, O.P.
- Arcivescovo Galeazzo Sanvitale
- Cardinale Ludovico Ludovisi
- Cardinale Luigi Caetani
- Cardinale Ulderico Carpegna

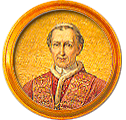
Medaglione presente nella Basilica di San Paolo Fuori le mura raffigurante Leone XII

- Cardinale Paluzzo Paluzzi Altieri degli Albertoni
- Papa Benedetto XIII
- Papa Benedetto XIV
- Papa Clemente XIII
- Cardinale Enrico Benedetto Stuart
- Papa Leone XII

La successione apostolica è:
- Cardinale Giuseppe della Porta Rodiani (1822)
- Arcivescovo Abraham Chasciur (1824)
- Cardinale Chiarissimo Falconieri Mellini (1826)
- Cardinale Gaspare Bernardo Pianetti (1826)

## Curiosità sulla morte

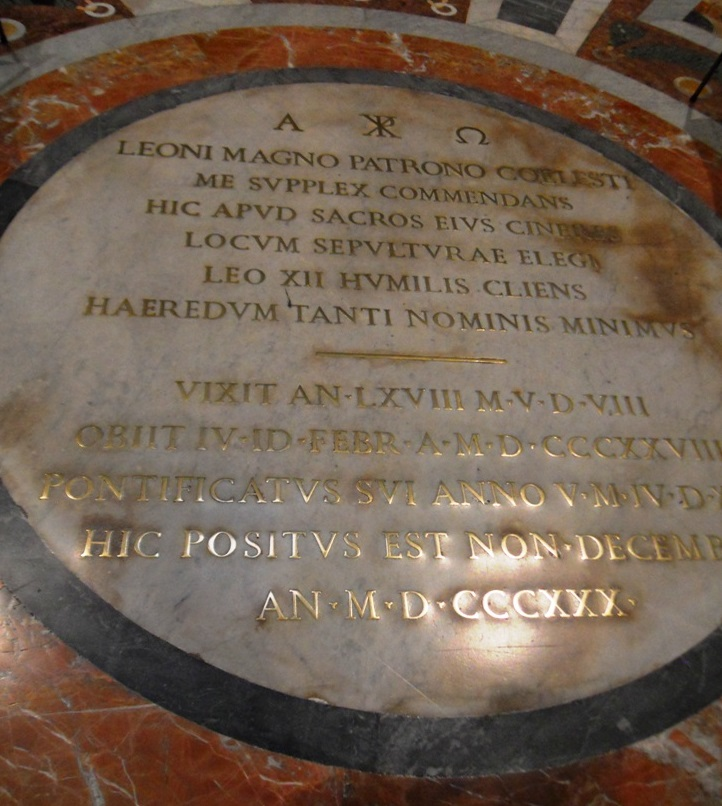
Tomba di Leone XII, vicino a quella di san Leone Magno, secondo le sue richieste.

Pare che Leone XII avesse ricevuto durante tutta la sua vita il sacramento dell'estrema unzione ben diciassette volte; una di queste capitò dopo gli strapazzi dell'incoronazione e siccome guarì dopo che l'avevano già dato per morente la vigilia di Natale, si gridò al miracolo.
Leone, di carattere forte e determinato, continuò a lavorare fino all'ultimo, nonostante la malferma salute. Morì a Roma il 10 febbraio 1829. Resta traccia della diffusa impopolarità di questo papa nell'epitaffio sulla statua di Pasquino: "Qui della Genga giace, per sua e nostra pace".

## Onorificenze
Il papa è sovrano degli ordini pontifici della Santa Sede mentre il Gran magistero delle singole onorificenze può essere mantenuto direttamente dal pontefice o concesso a una persona di fiducia, solitamente un cardinale.